# Kleinenbremen
Kleinenbremen ist ein Stadtteil der Stadt Porta Westfalica in Nordrhein-Westfalen, Kreis Minden-Lübbecke.

## Geographie
Kleinenbremen liegt nördlich des Wesergebirges. Im Osten grenzt Kleinenbremen an die Stadt Rinteln im Landkreis Schaumburg (Niedersachsen), im Norden an die Stadt Bückeburg, ebenfalls im Landkreis Schaumburg, im Westen an Wülpke sowie im Süden an Eisbergen.
Zu Kleinenbremen gehören – außer Kleinenbremen selbst – die Ortsteile Selliendorf und Barksen.

## Geschichte
Erstmals wurde Kleinenbremen 1181 in einer Urkunde namentlich als „pettisse bremen“ erwähnt. Kleinenbremen gehörte bis zu den Napoleonischen Kriegen zur Vogtei Übernstieg im Amt Hausberge des Fürstentums Minden. Von 1807 bis 1813 gehörte der Ort zum Kanton Hausberge des napoleonischen Satellitenstaats Königreich Westphalen. Kleinenbremen kam 1816 zum neuen Kreis Minden und bildete bis 1972 eine Gemeinde im Amt Hausberge des Kreises. Bevor die Gemeinde bei der kommunalen Neugliederung am 1. Januar 1973 Teil der Stadt Porta Westfalica wurde, hatte sie eine Fläche von 6,64 km² sowie 2898 Einwohner (31. Dezember 1972). Am 31. Dezember 2020 hatte Kleinenbremen 2388 Einwohner.

## Politik
Kleinenbremen bildet zusammen mit Wülpke und Nammen den Bezirksausschuss IV der Stadt Porta Westfalica. Vorsitzender ist Jörg Achilles.

## Sehenswürdigkeiten
Als Besonderheit ist das Uhrwerk der evangelischen Kirche zu erwähnen, welches mit dem Westminsterschlag des Big Ben identisch ist. In der Kirche war außerdem von 1944 bis 1946 ein Teil des Schatzes der Hohenzollern eingemauert, um ihn nicht den Alliierten in Berlin preiszugeben.
Zwei Wassermühlen gibt es noch in Kleinenbremen. Die Hartingsche Wassermühle ist ein Teil der Westfälischen Mühlenstraße.
In Kleinenbremen endet die  Eisenbahnstrecke der Mindener Kreisbahnen von Hille über Minden. Diese wird ebenfalls von der Museumseisenbahn Minden genutzt. 
Das Besucherbergwerk Kleinenbremen ist ein Bergwerk, das im Mai 1988 eröffnet wurde. Es ist in einem Teil der stillgelegten Eisenerzgrube Wohlverwahrt im Wesergebirge eingerichtet.

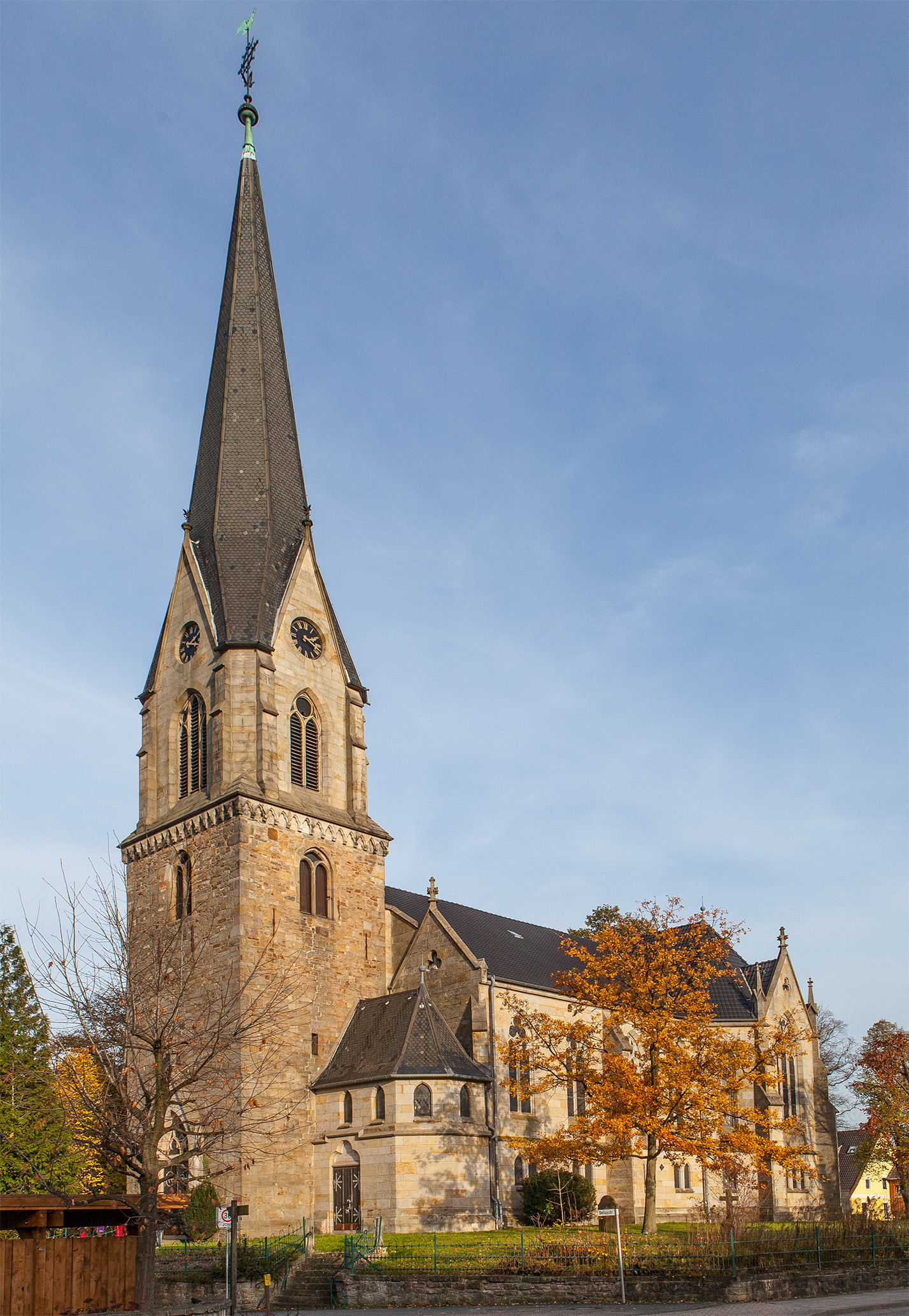
Kirche in Kleinenbremen
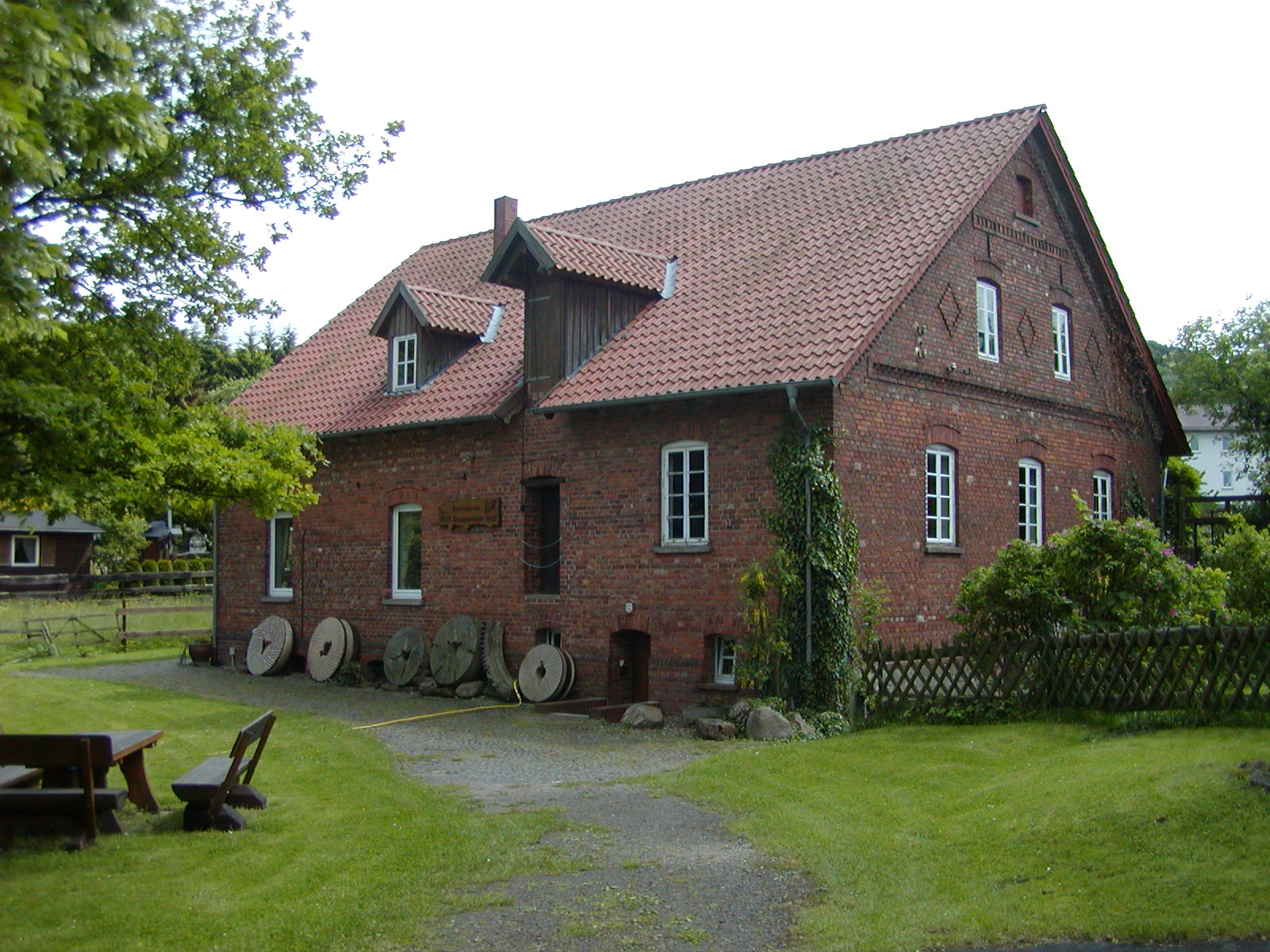
Wassermühle Kleinenbremen
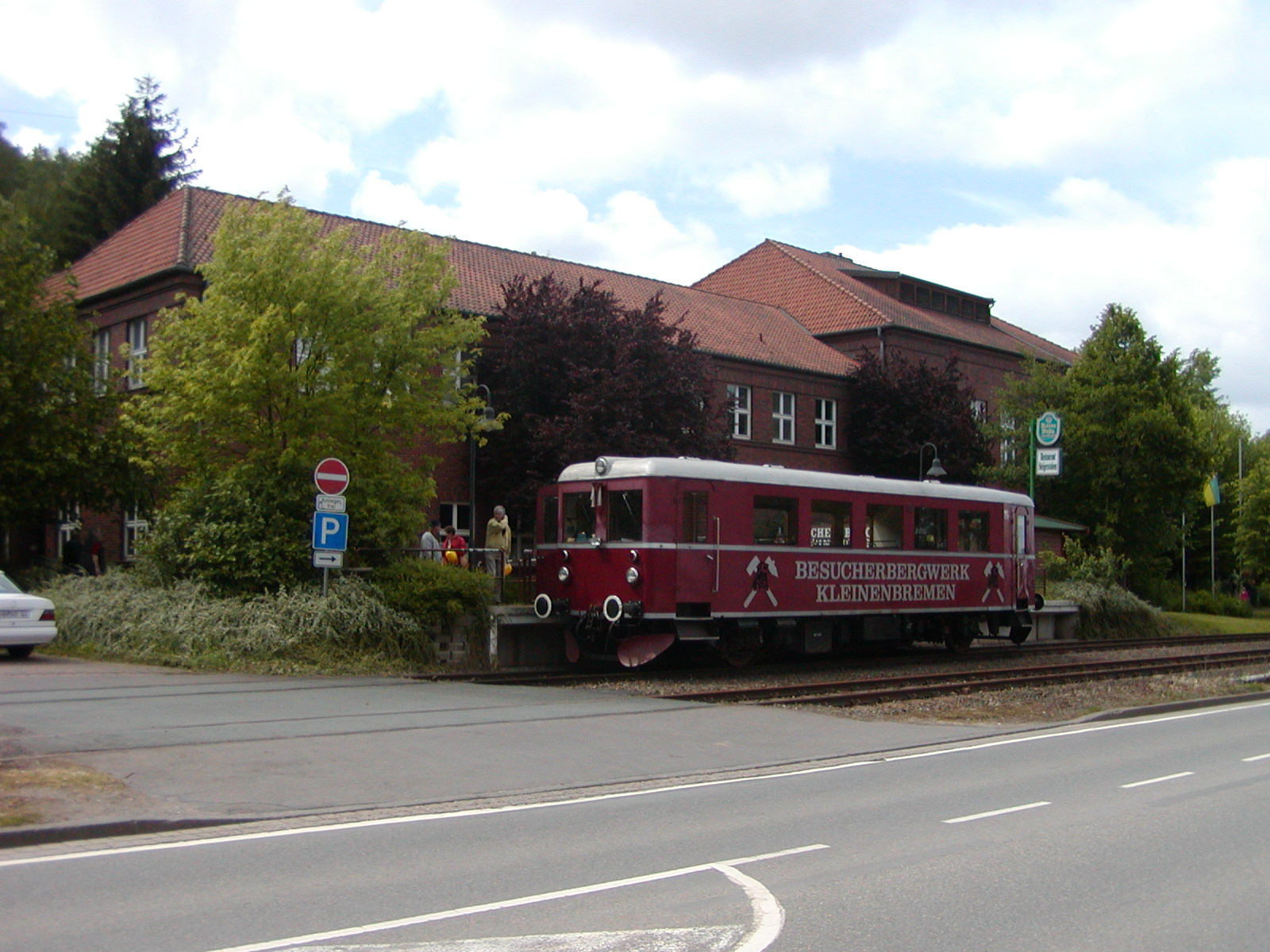
Besucherbergwerk Kleinenbremen
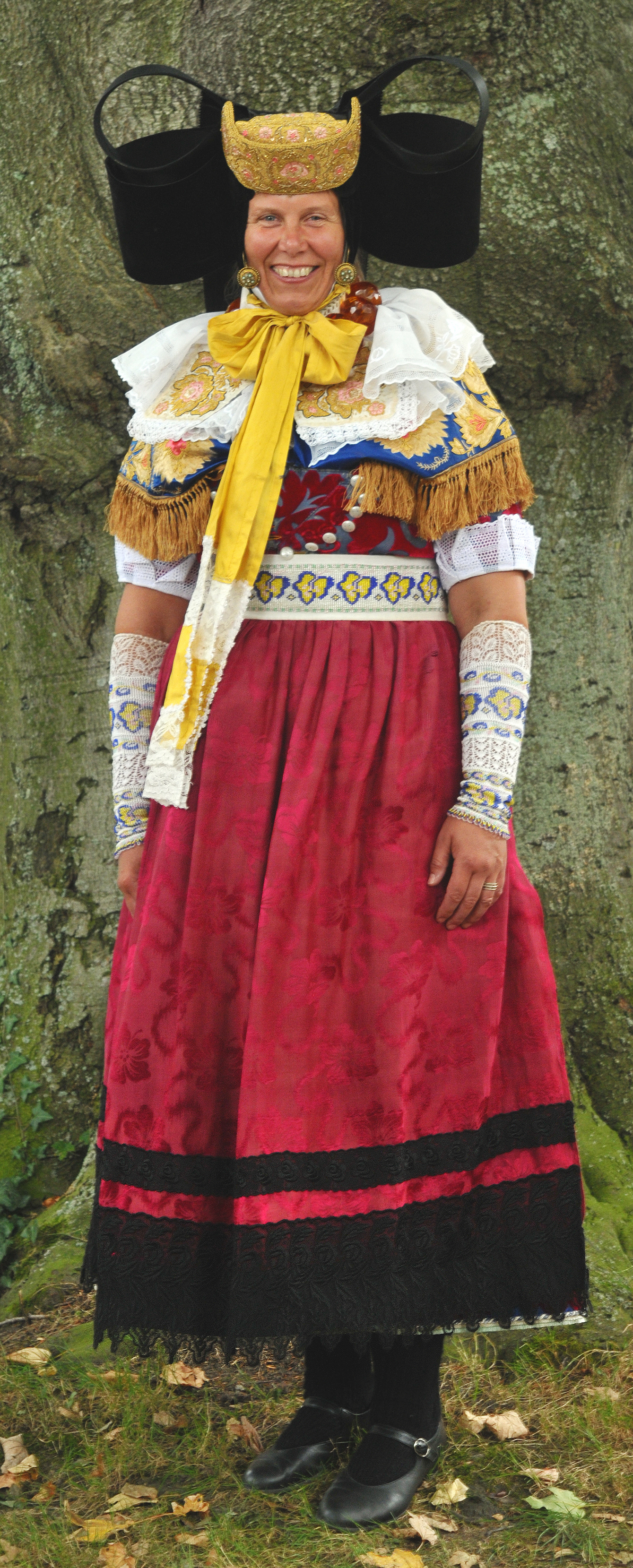
Frau aus der Tanz- und Trachtengruppe Kleinenbremen mit Bückeburger Festtagstracht

## Persönlichkeiten
- Theodor Krausbauer (1857–1925), Lehrer, Stadtschulrat und Schriftsteller

## Sonstiges
Am 14. August 2009 wurden die Bergwerksszenen für den Film Vorstadtkrokodile 2 in Kleinenbremen gedreht.